# Юка сиза
Юка сиза (лат. Yucca glauca) — багаторічна вічнозелена однодомна безстебельна або з невеликим дерев'янистим стеблом рослина, вид роду Юка.

## Опис
Багаторічний вічнозелений чагарник. Стебло до 0,4 м заввишки, листя лінійне, сизо-зелене, завдовжки 40-60 до 70 см, 0,8-1,2 см завширшки з рідкими, тонкими, завитими нитками по краю.
Квітконос 1-2 м до 3 м заввишки. Суцвіття китицеподібне, але деякі рослини мають розгалужені суцвіття і їм дали сортові назви. Квітки дзвоникоподібні білі, зеленувато-білі або жовтуваті, до 7 см завдовжки.
Плід суха коробочка 5-9 × 3-5 см. Насіння чорне, плоске 9-12 × 8-9 мм.

## Розповсюдження
Прерії Північної Америки. Ареал від Канадської провінції Альберта на півночі, до штату Техас у США на півдні.
Юка сиза має найбільше поширення серед усіх північноамериканських юк.

## Підвиди
- Yucca glauca subsp. albertana Hochstätter
- Yucca glauca subsp. stricta (Sims) Hochstätter[3]